# Conrad Ferdinand Meyer
Conrad Ferdinand Meyer, švicarski pisatelj, predstavnik realizma, * 11. oktober 1825, Zürich, Švica, † 28. november 1898, Zürich, Švica.

## Življenje
Meyer poleg Kellerja in Gotthelfa velja za enega najpomembnejšega nemško govorečega švicarskega avtorja. Pisal je predvsem novele, romane in pesmi.
Meyerjev oče je umrl, ko je bil fant star 15 let; z materjo, ki je leta 1856 naredila samomor, je bil v težkih odnosih. Uteho znotraj družine mu je nudila predvsem sestra Betsy, s katero je bil do konca življenja v iskrenih, čustveno intimnih odnosih. Tudi njegovo notranje življenje je bilo burno in zapleteno - še pred 20. letom je bil prvič sprejet na psihiatrično kliniko zaradi ponavljajočih se depresij. Družina Meyer je bila sicer patricijska družina z 200-letno tradicijo, vendar so bili v rodbini pogoste psihične težave.
V letih 1843 in 44 je veliko časa prebil v Lozani v kantonu Waadt, pri družinskem prijatelju, kjer se je naučil francoščine v taki meri, da je nekaj časa celo nameraval literarno ustvarjati v tem jeziku; razmišljal je o študiju romanistike, mikala ga je tudi pot poklicnega prevajalca iz francoščine. Na željo matere se je po vrnitvi lotil študija prava, a že po slabem letu se je izkazalo, da je stvar obsojena na neuspeh. V tem času je bil zaradi depresij ponovno sprejet v psihiatrično ustanovo. Po odpustu je bil nekaj časa zelo dobro razpoložen, lotil se je študija zgodovine in prevajanja literarnih del (1885 je izšel njegov prvi prevod dela Pripovedi Augustina Thierryja).
Po materinem samomoru (utopitev) leta 1856 si je z dediščino zagotovil finančno varnost. Materina smrt mu je na neki način pomenila tudi olajšanje in večjo svobodo na področju literarnega ustvarjanja, saj je za časa življenja nasprotovala sinovim pisateljskim težnjam.
Leta 1857 je odpotoval v Pariz, s sestro Betsy se je 58. podal na potovanje v Italijo - deželo, ki ga je s svojimi umetninami zelo prevzela. Na sestro je bil zelo navezan - leta 1869 sta se preselila v Küsnacht ob Züriškem jezeru. Leto kasneje se je začela vojna med Nemčijo in Francijo (1870/71) - Meyer, ki je bil naklonjen obema stranema, se je znašel v dilemi. Na razrešitev le-te je odločilno vplival končni rezultat vojne, ki je prinesel zmago nemški strani. Meyer se je odvrnil od francoščine in svoj talent usmeril v nemško literaturo.
Prvo pesniško zbirko je objavil leta 1863, vendar mu ni prinesla večjega uspeha. Leta 1872 (komaj leto po koncu vojne) mu je objava cikla pesmi Huttnovi zadnji dnevi (Huttens letzte Tage) prinesla velik uspeh. Nato je skoraj vsako leto objavil nekaj del (predvsem romane in novele); leta 1880 je dobil častni doktorski naziv.
1875. je stopil v zakonski stan, žena Luise Ziegler (1837-1915) je leta 1879 povila hči Camille, ki je leta 1936 naredila samomor. Težave v zakonu so nastopile zaradi nesoglasij med Meyerjevo soprogo in njegovo sestro Betsy, ki je zanj vodila gospodinjstvo in delala kot tajnica. Leta 1877 se je ponovno spopadal s hudimi depresijami, tako da je svoje zadnje delo, novelo Angela Borgia (1891) dokončal le s težavo, pri delu mu je bila v izjemno pomoč omniprezentna sestra Betsy. 1892. leta je bil sprejet v psihiatrično ustanovo, od koder so ga naslednje leto brez izboljšanja stanja odpustili. Do svoje smrti je v stanju omračenega uma (apatija, prividi in prisluhi, izčrpanost …) živel v lastni hiši v Kilchbergu.
V Zürichu od leta 1938 v počastitev njegovega spomina enkrat letno podeljujejo nagrado Conrada Ferdinanda Meyerja za literaturo.

## Dela
Romani in novele:
- 1873 - novela Amulet (Das Amulett)
- 1876 - roman Jürg Jenatsch
- 1878 - novela Strel s prižnice (Der Schuß von der Kanzel)
- 1880 - novela Sveti (Der Heilige)
- 1882 - novela Plavt v nunišču (Plautus im Nonnenkloster)
- 1882 - novela Paž Gustava Adolfa (Gustav Adolfs Page)
- 1883 - novela Trpljenje nekega dečka (Das Leiden eines Knaben)
- 1884 - novela Menihova poroka (Die Hochzeit des Mönchs)
- 1885 - novela Sodnica (Die Richterin)
- 1887 - novela Pescarova skušnjava (Die Versuchung des Pescara)
- 1891 - novela Angela Borgia

Epi v verzih:
- 1872 - Huttnovi zadnji dnevi (Huttens letzte Tage)
- 1872 - Engelberg

Pesmi:
- 1863 - Dvajset balad nekega Švicarja (Zwanzig Balladen von einem Schweizer)
- 1869 - Romance in slike (Romanzen und Bilder)
- 1882 - Pesmi (Gedichte)